# Požární hlásič

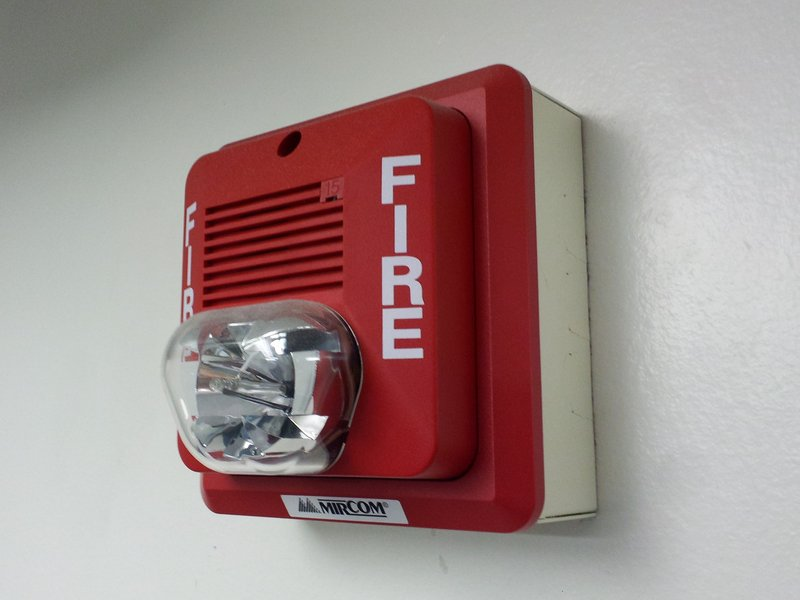

Požární hlásič je zařízení, které reaguje předáním poplachové informace reagující na průvodní jevy hoření. Generování poplachové informace může být iniciováno buď manuálně – osobou, která zjistí vznik požáru, nebo automaticky – jako výsledek technického vyhodnocení jevů, provázejících vznik požáru. Umístění a typ hlásiče se řídí odpovídajícími normami a předpisy konkrétního výrobce.

## Hlásič manuální
Hlásič tlačítkový slouží k vyhlášení poplachů osobou, která zjistí požár, nebo jiný nebezpečný jev. Tlačítkové požární hlásiče jsou vždy červené barvy. Musejí být uzpůsobeny tak, aby nedocházelo k jejich náhodné aktivaci a aby bylo možné zjistit, kterým hlásičem byl signál vyhlášen. Nejčastěji se používá způsob překrytí tlačítkového hlásiče bezpečnostním sklíčkem. Tlačítka se obvykle instalují do míst se stálou obsluhou (strojovny, vrátnice) nebo na tzv. požární únikové trasy.

## Hlásič automatický

### Hlásič kouře
Hlásič ionizační detekuje změnu (pokles) vodivosti vzduchu, ke které dojde úbytkem ionizovaných částí vzduchu v měřící komůrce. Je měřena vodivost vzduchu v komůrce, ve které je vzduch ionizován radioaktivním prvkem, typicky Am241. Hlásič detekuje viditelný i neviditelný kouř. Je velmi citlivý, levný a výrobně jednoduchý. Jeho nevýhodou je přítomnost radioaktivního materiálu a z toho plynoucí komplikace při evidenci a likvidaci těchto hlásičů. Je postupně nahrazován optickými kouřovými hlásiči. Je obvykle označen písmenem "I".
Hlásič optický detekuje změnu odrazivosti částic vzduchu při hoření. IRED dioda a fotodioda jsou umístěny v světelně bezodrazové komůrce tak, aby nebyly přímo viditelné. Při vniknutí kouřových zplodin do komůrky dojde k odrazu vysílaného infračervenéhozáření na fotodiodu a k vyhlášení poplachu. Různí výrobci používají různé způsoby vyhodnocování měření a geometrického uspořádání komůrky podle druhů očekávaného kouře. Často jsou používány dva systémy s různou geometrickou konfigurací IRED-fotodioda v společném čidle pro indikaci jak temných, tak světlých kouřových částic. Bývá považován za univerzální typ hlásiče. Je obvykle označen písmenem "O".

### Hlásič teplot
Hlásič termomaximální (termostatický) reaguje na překročení teploty střeženého prostoru. Teplota vyhlášení poplachu je nastavena výrobcem hlásiče. Používá se tam, kde i za normálních okolností jsou ve vzduchu přítomny aerosoly, částice kouře a tam, kde v případě vzniku požáru dojde k nárůstu teploty – typicky kuchyně nad varnými deskami. Termodiferenciální hlásič detekuje rychlost nárůstu teploty střeženého prostoru. Pokud překročí nárůst teploty za určený čas nastavenou hodnotu, dojde k vyhlášení poplachu. Hlásič se používá v prostorách, kde i za normálního provozu jsou přítomny aerosoly nebo prach a kde dojde při požáru k rychlému nárůstu teploty. Velmi často se používají teplotní hlásiče kombinované – v jednom hlásiči je instalována jak termomaximální, tak termodiferenciální jednotka. Oba tyto druhy hlásiče jsou obvykle označeny písmenem "T".

### Hlásič multisenzorový
Hlásič multisenzorový sdružuje v jednom čidle několik způsobů detekce, typicky kouřový a teplotní. Vyhodnocovací algoritmus čidla pak na základě aktuálního stavu jednotlivých senzorů přiřadí stav výstupu čidla. Několik odlišných způsobů detekce vzniku požáru činí tyto typy čidel spolehlivé proti tzv. planým poplachům a přitom jsou dostatečně citlivé. V závislosti na použité požární ústředně obvykle tato čidla umožňují přenášet stavy svých jednotlivých senzorů. Obvyklé značení těchto hlásičů je sdružení označení jednotlivých způsobů detekce, např. "OT" je čidlo s optickým senzorem kombinovaným s senzorem teplotním.

### Hlásič plamene
Hlásič plamene detekuje výskyt typických světelných projevů hoření v ultrafialové, nebo infračervené oblasti. Jeho vnitřní uspořádání je obdobné jako u kamery, jeho objektiv sleduje zájmovou oblast. Jeho senzor nereaguje na výskyt a intenzitu záření, ale na změny intenzity sledovaného záření v čase. Jsou používány jak senzory citlivé na ultrafialové záření, používané pro vnitřní prostory, tak senzory citlivé na infračervené záření používané pro venkovní a těžké průmyslové aplikace.

### Hlásič lineární
Hlásič lineární detekuje zeslabení intenzity infračerveného paprsku aerosoly hoření. Je rozdělen do dvou jednotek – vysílač a přijímač paprsku, které musí být v přímé viditelnosti. Jeho výhodou je velký rozsah střeženého prostoru.

### Zvláštní hlásiče
- Lineární tepelný hlásič detekuje změnu odporu teplocitlivého kabelu. Kabel se skládá ze dvou vodičů z pružného odporového materiálu, které jsou odděleny izolací s přesně definovanou teplotou tání. V místě přehřátí izolace změkne a oba vodiče se dotknou (zkratují). Sledováním odporu kabelu je možné lokalizovat místo, kde k přehřátí došlo. Kabely se dodávají pro předem definované teploty detekce. Po detekci požáru je nutno zkratovanou část kabelu vystřihnout, vyměnit a zařízení zkalibrovat. Existuje také varianta na principu skleněných vláken stočených kolem snadno tavitelné (voskové) duše. Změknutím duše kabelu dojde k změně intenzity laserového paprsku procházejícího vláknem. Hlásič je používán pro průmyslové aplikace, typicky kolektory, vysoce prašná prostředí s nebezpečím výbuchu jako doly a důlní dopravníky. Jeho výhodou je, že detekuje výskyt přehřátí ještě před zahořením chráněného objektu.

- Nasávací hlásič nasává vzorky vzduchu ze střežených prostor. Vyhodnocení vzorku v komoře se děje optickým nebo ionizačním čidlem. Hlásič je často používán ve věznicích a v historických objektech, kde není možno použít klasické hlásiče. Jeho nevýhodou je vysoká pořizovací cena a vysoké provozní náklady.

- Tlakové hlásiče reagují na změnu tlaku v plynu se změnou teploty. Kompresor v pravidelných intervalech vytváří v měřící trubici definovaný přetlak plynu. Řídící logika čidla vyhodnocuje rychlost a směr změny tlaku plynu v detekční trubici. Hlásič je využíván pro těžké průmyslové aplikace v agresivním, popř. výbušném prostředí. Jeho nevýhodou je vysoká pořizovací cena a vysoké provozní náklady.

- Hlásiče využívající plynovou detekci reagují na výskyt chemicky definovaných zplodin hoření.

- Požární videodetekce spadá spíše do oboru průmyslové televize. Obvyklá kamera sleduje chráněný prostor a speciální pohybový videodetektor (jeho matematický algoritmus) sleduje a vyhledává časové změny obrazu odpovídající vizuálním projevům hoření.